# A Dangerous Game (film, 1922)

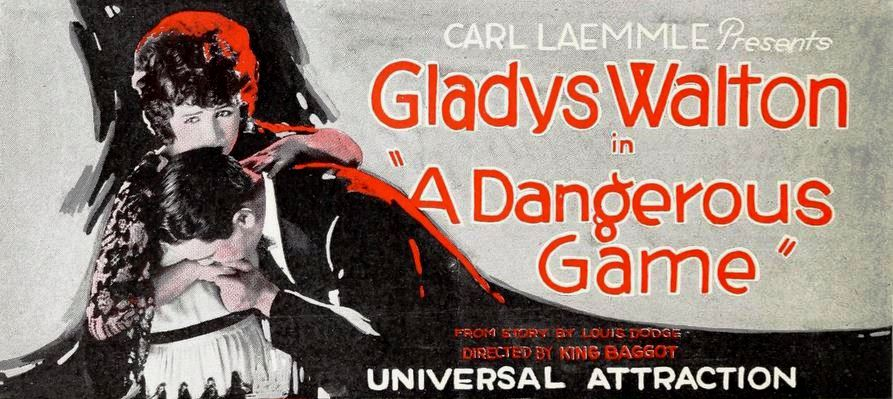
Annonce pour le film dans Universal Weekly.

Pour les articles homonymes, voir A Dangerous Game.
Pour plus de détails, voir Fiche technique et Distribution.
A Dangerous Game est un film américain réalisé par King Baggot et sorti en 1922.

## Fiche technique
- Réalisation : King Baggot
- Scénario : Hugh Hoffman
- Producteur : Carl Laemmle
- Photographie : Victor Milner
- Production : Universal Pictures
- Genre : Drame[1]
- Durée : 50 minutes (5 bobines)[2]
- Date de sortie : 17 décembre 1922

## Distribution
- Gladys Walton : Gretchen Ann Peebles
- Spottiswoode Aitken : Edward Peebles
- Otto Hoffman : Uncle Stillson Peebles
- Rosa Gore : tante Constance
- William Robert Daly : Bill Kelley
- Kate Price : Mrs. Kelley
- Robert Agnew : John Kelley
- Edward Jobson : Pete Sebastian
- Anne Schaefer : Stella Sebastian
- Christine Mayo : Madame Gaunt
- Harry Carter : Manager